# キミシニタモウコトナカレ
「キミシニタモウコトナカレ」は、May'nの通算4枚目のシングル。2009年5月6日にflying DOGから発売された。

## 解説
May'n名義でのリリースは今作が初となる。表題曲「キミシニタモウコトナカレ」は、テレビアニメ『シャングリ・ラ』のオープニングテーマとして使用された。このシングルにはポルノグラフィティなどのプロデューサーとして知られる本間昭光によるプロデュースシングル。表題曲についてMay'nは「男らしさを表現するためにあえて歌いまわしを変えずに歌った」とコメントしている。

## 収録曲
（全作曲・編曲：本間昭光）
1. キミシニタモウコトナカレ [4:02]
作詞：岩里祐穂
  - テレビアニメ『シャングリ・ラ』オープニングテーマ
2. M-Revolution [4:26]
作詞：May'n
3. キミシニタモウコトナカレ （without May'n）
4. M-Revolution （without May'n）

## 収録アルバム
| 曲名                     | 収録アルバム | 発売日         | 備考                  |
| ------------------------ | ------------ | -------------- | --------------------- |
| キミシニタモウコトナカレ | 『Styles』   | 2009年11月25日 | 1stオリジナルアルバム |
| M-Revolution             | 『Styles』   | 2009年11月25日 | 1stオリジナルアルバム |